# Vezina Trophy

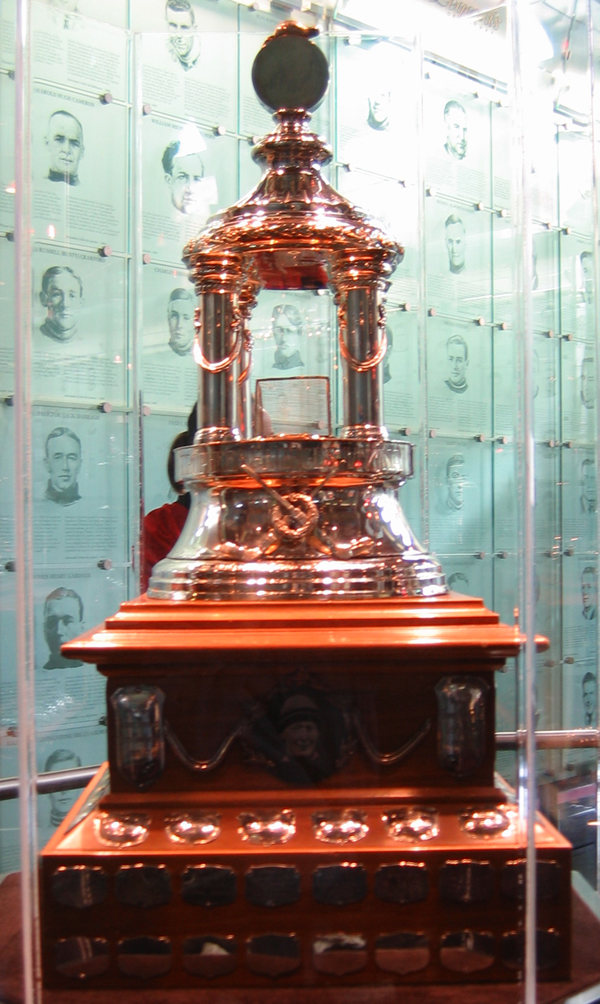
Vezina Trophy in der Hall of Fame in Toronto

 Die Vezina Trophy ist eine Eishockey-Trophäe, die in der National Hockey League jährlich an den besten Torhüter vergeben wird. Die Vergabe erfolgt aufgrund einer Umfrage unter den General Managern aller Teams.
Bis 1982 wurde die Trophäe an den/die Torhüter vergeben, die mindestens 25 Spiele während der regulären Saison bestritten hatten und deren Team dabei den geringsten Gegentorschnitt aufwiesen. Da dieses System aber eher Teamleistungen unterstreicht, anstatt die Einzelperson zu berücksichtigen wurde der Modus geändert. Der/die Torhüter mit dem geringsten Gegentorschnitt des Teams erhalten seit 1982 die William M. Jennings Trophy.
Die Vezina Trophy wurde nach Georges Vezina, einem außergewöhnlichen Torhüter der Montréal Canadiens, der während eines Spieles im Jahr 1925 zusammenbrach und bei dem später Tuberkulose diagnostiziert wurde, benannt. Nach dem Tod von Vezina spendeten die ehemaligen Teambesitzer die Trophäe an die NHL, um diese erstmals in der Saison 1926/27 zu vergeben. Jacques Plante ist der bisherige Rekordhalter mit 7 Auszeichnungen, gefolgt von Bill Durnan und Dominik Hašek mit je 6 Auszeichnungen.

## Vezina-Trophy-Gewinner
| Jahr | Spieler                                         | Team                                   |
| ---- | ----------------------------------------------- | -------------------------------------- |
| 2025 | Connor Hellebuyck                               | Winnipeg Jets                          |
| 2024 | Connor Hellebuyck                               | Winnipeg Jets                          |
| 2023 | Linus Ullmark                                   | Boston Bruins                          |
| 2022 | Igor Schestjorkin                               | New York Rangers                       |
| 2021 | Marc-André Fleury                               | Vegas Golden Knights                   |
| 2020 | Connor Hellebuyck                               | Winnipeg Jets                          |
| 2019 | Andrei Wassilewski                              | Tampa Bay Lightning                    |
| 2018 | Pekka Rinne                                     | Nashville Predators                    |
| 2017 | Sergei Bobrowski                                | Columbus Blue Jackets                  |
| 2016 | Braden Holtby                                   | Washington Capitals                    |
| 2015 | Carey Price                                     | Montréal Canadiens                     |
| 2014 | Tuukka Rask                                     | Boston Bruins                          |
| 2013 | Sergei Bobrowski                                | Columbus Blue Jackets                  |
| 2012 | Henrik Lundqvist                                | New York Rangers                       |
| 2011 | Tim Thomas                                      | Boston Bruins                          |
| 2010 | Ryan Miller                                     | Buffalo Sabres                         |
| 2009 | Tim Thomas                                      | Boston Bruins                          |
| 2008 | Martin Brodeur                                  | New Jersey Devils                      |
| 2007 | Martin Brodeur                                  | New Jersey Devils                      |
| 2006 | Miikka Kiprusoff                                | Calgary Flames                         |
| 2005 | Saison wurde abgesagt                           | Saison wurde abgesagt                  |
| 2004 | Martin Brodeur                                  | New Jersey Devils                      |
| 2003 | Martin Brodeur                                  | New Jersey Devils                      |
| 2002 | José Théodore                                   | Montréal Canadiens                     |
| 2001 | Dominik Hašek                                   | Buffalo Sabres                         |
| 2000 | Olaf Kölzig                                     | Washington Capitals                    |
| 1999 | Dominik Hašek                                   | Buffalo Sabres                         |
| 1998 | Dominik Hašek                                   | Buffalo Sabres                         |
| 1997 | Dominik Hašek                                   | Buffalo Sabres                         |
| 1996 | Jim Carey                                       | Washington Capitals                    |
| 1995 | Dominik Hašek                                   | Buffalo Sabres                         |
| 1994 | Dominik Hašek                                   | Buffalo Sabres                         |
| 1993 | Ed Belfour                                      | Chicago Blackhawks                     |
| 1992 | Patrick Roy                                     | Montréal Canadiens                     |
| 1991 | Ed Belfour                                      | Chicago Blackhawks                     |
| 1990 | Patrick Roy                                     | Montréal Canadiens                     |
| 1989 | Patrick Roy                                     | Montréal Canadiens                     |
| 1988 | Grant Fuhr                                      | Edmonton Oilers                        |
| 1987 | Ron Hextall                                     | Philadelphia Flyers                    |
| 1986 | John Vanbiesbrouck                              | New York Rangers                       |
| 1985 | Pelle Lindbergh                                 | Philadelphia Flyers                    |
| 1984 | Tom Barrasso                                    | Buffalo Sabres                         |
| 1983 | Pete Peeters                                    | Boston Bruins                          |
| 1982 | Billy Smith                                     | New York Islanders                     |
| 1981 | Denis Herron, Michel Larocque & Richard Sévigny | Montréal Canadiens                     |
| 1980 | Don Edwards & Bob Sauvé                         | Buffalo Sabres                         |
| 1979 | Ken Dryden & Michel Larocque                    | Montréal Canadiens                     |
| 1978 | Ken Dryden & Michel Larocque                    | Montréal Canadiens                     |
| 1977 | Ken Dryden & Michel Larocque                    | Montréal Canadiens                     |
| 1976 | Ken Dryden                                      | Montréal Canadiens                     |
| 1975 | Bernie Parent                                   | Philadelphia Flyers                    |
| 1974 | Tony Esposito Bernie Parent                     | Chicago Blackhawks Philadelphia Flyers |
| 1973 | Ken Dryden                                      | Montréal Canadiens                     |
| 1972 | Tony Esposito & Gary Smith                      | Chicago Blackhawks                     |
| 1971 | Eddie Giacomin & Gilles Villemure               | New York Rangers                       |
| 1970 | Tony Esposito                                   | Chicago Blackhawks                     |
| 1969 | Glenn Hall & Jacques Plante                     | St. Louis Blues                        |
| 1968 | Rogatien Vachon & Gump Worsley                  | Montréal Canadiens                     |
| 1967 | Glenn Hall & Denis DeJordy                      | Chicago Blackhawks                     |
| 1966 | Gump Worsley & Charlie Hodge                    | Montréal Canadiens                     |
| 1965 | Johnny Bower                                    | Toronto Maple Leafs                    |
| 1965 | Terry Sawchuk                                   | Toronto Maple Leafs                    |
| 1964 | Charlie Hodge                                   | Montréal Canadiens                     |
| 1963 | Glenn Hall                                      | Chicago Blackhawks                     |
| 1962 | Jacques Plante                                  | Montréal Canadiens                     |
| 1961 | Johnny Bower                                    | Toronto Maple Leafs                    |
| 1960 | Jacques Plante                                  | Montréal Canadiens                     |
| 1959 | Jacques Plante                                  | Montréal Canadiens                     |
| 1958 | Jacques Plante                                  | Montréal Canadiens                     |
| 1957 | Jacques Plante                                  | Montréal Canadiens                     |
| 1956 | Jacques Plante                                  | Montréal Canadiens                     |
| 1955 | Terry Sawchuk                                   | Detroit Red Wings                      |
| 1954 | Harry Lumley                                    | Toronto Maple Leafs                    |
| 1953 | Terry Sawchuk                                   | Detroit Red Wings                      |
| 1952 | Terry Sawchuk                                   | Detroit Red Wings                      |
| 1951 | Al Rollins                                      | Toronto Maple Leafs                    |
| 1950 | Bill Durnan                                     | Montréal Canadiens                     |
| 1949 | Bill Durnan                                     | Montréal Canadiens                     |
| 1948 | Turk Broda                                      | Toronto Maple Leafs                    |
| 1947 | Bill Durnan                                     | Montréal Canadiens                     |
| 1946 | Bill Durnan                                     | Montréal Canadiens                     |
| 1945 | Bill Durnan                                     | Montréal Canadiens                     |
| 1944 | Bill Durnan                                     | Montréal Canadiens                     |
| 1943 | Johnny Mowers                                   | Detroit Red Wings                      |
| 1942 | Frank Brimsek                                   | Boston Bruins                          |
| 1941 | Turk Broda                                      | Toronto Maple Leafs                    |
| 1940 | Dave Kerr                                       | New York Rangers                       |
| 1939 | Frank Brimsek                                   | Boston Bruins                          |
| 1938 | Tiny Thompson                                   | Boston Bruins                          |
| 1937 | Normie Smith                                    | Detroit Red Wings                      |
| 1936 | Tiny Thompson                                   | Boston Bruins                          |
| 1935 | Lorne Chabot                                    | Chicago Blackhawks                     |
| 1934 | Charlie Gardiner                                | Chicago Blackhawks                     |
| 1933 | Tiny Thompson                                   | Boston Bruins                          |
| 1932 | Charlie Gardiner                                | Chicago Blackhawks                     |
| 1931 | Roy Worters                                     | New York Americans                     |
| 1930 | Tiny Thompson                                   | Boston Bruins                          |
| 1929 | George Hainsworth                               | Montréal Canadiens                     |
| 1928 | George Hainsworth                               | Montréal Canadiens                     |
| 1927 | George Hainsworth                               | Montréal Canadiens                     |